# نورمن کاردیو
نورمن کاردیو (انگلیسی: Norman Cardew؛ زادهٔ ۷ نوامبر ۱۹۳۸) بازیکن فوتبال اهل بریتانیا است.
از باشگاه‌هایی که در آن بازی کرده‌است می‌توان به باشگاه فوتبال ساوت شیلدز و باشگاه فوتبال دارلینگتون اشاره کرد.